# La scatola rossa
La scatola rossa (titolo originale The Red Box) è il quarto romanzo giallo di Rex Stout con Nero Wolfe protagonista. Il romanzo è stato adattato due volte per la televisione italiana: la prima volta per la 
serie televisiva del 1969, la seconda per la serie del 2012.

## Storia editoriale
Il romanzo fu serializzato in cinque puntate fra il dicembre 1936 e l'aprile 1937 sulla rivista The American Magazine e pubblicato in formato libro nel 1937.

## Trama
Molly Lauck, una modella che lavora per boutique di alta moda di Boyden McNair, muore per aver mangiato un confetto di mandorle avvelenato, preso da una scatola di dolcetti "rubata" dalla ragazza.
Llewellyn Frost assume Nero Wolfe non solo per investigare sul caso, ma anche per convincere la cugina Helen, pure lei modella per McNair, a lasciare il suo lavoro.
Grazie ad una lettera firmata dai più prestigiosi coltivatori di orchidee dagli Stati Uniti, Frost convince Wolfe a recarsi di persona nella boutique per parlare con McNair e le due modelle che erano con Molly Lauck al momento del delitto. Durante la visita il signor McNair, forse per il suo cattivo stato di salute, si mostra poco disponibile a collaborare, mentre Helen lascia intendere di essere stata a conoscenza del contenuto della scatola di dolci prima del delitto.

## Personaggi principali
- Nero Wolfe: investigatore privato
- Archie Goodwin: suo assistente
- Fritz Brenner: cuoco e maggiordomo
- Saul Panzer: investigatore privato
- Boyden McNair: stilista di moda
- Helen Frost: modella di McNair
- Calida Frost: madre di Helen
- Llwellyn (Lew) Frost: cugino di Helen
- Dudley Frost: padre di Lew, cognato di Calida
- Perren Gebert: amico dei Frost
- Molly Lauck, Thelma Mitchell: modelle di McNair
- Cramer: ispettore della Squadra Omicidi

## Critica
"In La scatola rossa c'è una struttura in due parti. Wolfe risolve un mistero preliminare (capitoli 1-8), che immediatamente conduce a un secondo mistero che occupa il resto del libro (capitoli 8-20). La scrittura di Stout nella prima metà è vivace. Questa è una struttura in due parti di tipo diverso per Stout. NON è la sua struttura, spesso utilizzata, del tipo "la prima metà indaga su come il delitto è stato commesso, la seconda metà rivela chi è stato."

Wolfe inaspettatamente tira fuori un coniglio dal cilindro durante l'indagine sul primo delitto (capitolo 2). L'indizio che trova coinvolge una questione di conoscenza: cosa i personaggi sapevano e cosa non sapevano al momento del delitto. Idee per una trama mystery che si basano sulla conoscenza sono importanti in autori come Ellery Queen e Baynard Kendrick."

## Adattamenti
- Veleno in sartoria, episodio della serie televisiva prodotta dalla RAI nel 1969.
- La scatola rossa, episodio della serie televisiva prodotta dalla RAI nel 2012.

## Edizioni italiane
- La scatola rossa, traduzione di Marcella Pavolini Hannau, I capolavori dei gialli n. 262, Milano, Mondadori, 1964,  p. 208.
- La scatola rossa, traduzione di Nicoletta Lamberti, I classici del giallo Mondadori n. 573, Milano, Mondadori, 1989,  p. 208.
- La scatola rossa, traduzione di Nicoletta Lamberti, collana Oscar gialli n. 251, Milano, Mondadori, 1991,  p. 207, ISBN 88-04-35034-2.
- La scatola rossa, traduzione di Nicoletta Lamberti, I classici del giallo Mondadori n. 1477, Milano, Mondadori, febbraio 2024,  p. 208.